# Jean Grolier
Jean Grolier de Servières, vicomte d'Aguisy (1479 i Lyon - 22. oktober 1565 i Paris) var en fransk adelsmand og bogsamler
Grolier var finansembedsmand af høj rang, til sidst en af de fire franske generalskatmestre og havde som skatmester ved den franske hær i Italien under et langt ophold der fået lejlighed til at fremme sin ualmindelige studere- og samlerlyst under samkvem med bogtrykkeren Aldus Manutius og andre lærde. 
Det prægtige grolierske bibliotek splittedes ved hans død; dog holdtes omtrent 3000 bind sammen i en arvings slægt i over 100 år. Omkring 1920 havde man kun genfundet lidt over 350 bind; de fleste er bevarede i Frankrig, navnlig i Nationalbiblioteket i Paris; derefter har især British Museum og Hofbiblioteket i Wien en del. To er i Stockholm og to findes i København. Groliers bøger omhandlede især antikke, historiske og arkæologiske emner. 
Hvad der navnlig er karakteristisk for dem, er de sjældent smukke bind i renæssancestil, dels udført i Italien, dels ved franske mestre, der tog italienerne til mønster; de plejer at bære indskriften Io. Grolierii et amicorum ("Jean Grolier og hans venners") samt som supralibros valgsproget Portio mea, Domine, sit in terra viventium, ("Lad mig, o Herre, få del i de levendes land") hentet fra Salmernes Bog
Hvem der har udført Groliers bind, vides ikke; muligvis har Geoffroy Tory udført tegning til nogle af stemplerne. Når smukke eksemplarer af
Groliers bøger af og til kommer på bogmarkedet, opnår de høje priser.
En forening for boghåndværk i New York har taget navn efter ham, The Grolier Club.